# Rhinochimaera pacifica
Rhinochimaera pacifica е вид химер от семейство Rhinochimaeridae. Видът не е застрашен от изчезване.

## Разпространение и местообитание
Разпространен е в Австралия (Виктория, Западна Австралия, Нов Южен Уелс, Тасмания и Южна Австралия), Китай, Нова Зеландия, Перу, Провинции в КНР, Тайван и Япония.
Обитава океани и морета. Среща се на дълбочина от 330 до 1490 m, при температура на водата от 2,7 до 9 °C и соленост 34,3 – 34,8 ‰.